# 圏 (数学)

A, B, C を対象とし、1_{A}, 1_{B}, 1_{C}, f, g, g⋅f を射とする圏

数学の一分野である圏論において中核的な概念を成す圏（けん、英: category）は、数学的構造を取り扱うための枠組みであり、数学的対象をあらわす対象とそれらの間の関係を表す射の集まりによって与えられる。圏はそれ自体、群に類似した代数的構造として理解することができる。
二つの圏が等しいとは、それらの対象の集まりが等しく、かつそれら対象の間の射の集まりが等しく、さらにそれら射の対の結合の仕方が相等となることを言う。圏論の目的に照らせば、圏がまったく相等しいことは非常に強すぎる条件であり（それよりも緩い圏同型でさえ強すぎる）、圏同値がしばしば考慮される（二つの圏が同値であるとは、大まかに言えば圏の相等において等式で与えられる関係を、それぞれの圏における同型で置き換えたものとして与えられる）。
圏論が初めて現れるのは "General Theory of Natural Equivalences"（「自然同値に関する一般理論」）と題された論文 (Eilenberg & Mac Lane 1945) である。古典的だが今もなお広く用いられる教科書として、マクレーンの『圏論の基礎』がある。

## 定義
圏の定義にはいくつか同値なものが存在するが、よく用いられるものの一つを以下に示す。
圏 C は以下のものからなる:
- 対象の類 ob(C)
- 対象の間の射の類 hom(C)
  - 各射 f ∈ hom(C) には始域と呼ばれる対象 a ∈ ob(C) および終域と呼ばれる対象 b ∈ ob(C) が付随して、"f は a から b への射である" と言い、f: a → b と書き表す。
  - a から b への射の類 (hom-class; ホム類) hom(a, b) は a から b への射全体の成す類を言う。

このとき、任意の三対象 a, b, c ∈ ob(C) に対し、射の合成と呼ばれる二項演算 hom(a, b) × hom(b, c) → hom(a, c); (f, g) ↦ g ∘ f が存在して以下の公理を満足する:
- 結合律: f: a → b, g: b → c, h: c → d ならば h ∘ (g ∘ f) = (h ∘ g) ∘ f が成り立つ。
- 単位律: 各対象 x ∈ ob(C) に対して x の恒等射と呼ばれる自己射 idx = 1x: x → x が存在して、任意の射 f: a → x および g: x → b に対して 1x ∘ f = f and g ∘ 1x = g を満たす。

これらの公理から、各対象に対して恒等射はただ一つ存在することが示せる。文献によっては各対象を対応する恒等射と同一視して、対象の存在を陽に仮定しない定義を採用するものもある。
記法についての注意
- 一般の圏を表すのに、しばしばラテン大文字の太字 C, D, … や、ラテン大文字のカリグラフ体  𝒞, 𝒟, ℰ, … などが用いられる。特定の圏は、その対象を表す単語（の省略形）を用いて同様の仕方であらわす。例えば集合の圏 Set, 𝒮ℯ𝓉  や体の圏 Field, ℱ𝒾ℯ𝓁𝒹, 位相空間の圏 Top, 𝒯ℴ𝓅, ファイバー束の圏 Bdl, ℬ𝒹𝓁 のような具合である。
- 圏 C の射の類 hom(C) は mor(C) や arr(C) などとも書く。同様に対象 a, b ∈ ob(C) に対する射の類も mor(a, b) や arr(a, b) などとも書かれる。どの圏で射を考えているか紛らわしいときには、homC(a, b) や morC(a, b) のように圏を明示することもできる。より簡便な記法では、圏 C の対象の類を |C| で表し、射の類を記号の濫用だが C で表す（この場合 a から b への射の類は単に C(a, b) と書く）。
- 射の合成を g ∘ f で（あるいは単に併置 gf で）表すのは写像とその合成の慣習に合わせたものだが、文献によっては「図式順」で f;g や fg と書くものもある。

圏の大きさ
圏 C が小さい (small) とは、対象の類 ob(C) および射の類 hom(C) がともに集合となる（つまり真の類でない）ときに言い、さもなくば大きい (large) と言う。射の類が集合とならずとも、任意の二対象 a, b ∈ ob(C) をとるごとに、射の類 hom(a, b) が集合となるならば（hom(a, b) を射集合、ホム集合などと呼び）、その圏は局所的に小さい (locally small) と言う。集合の圏など数学における重要な圏の多くは、小さくないとしても、少なくとも局所的に小さい。
文献によっては、局所的に小さい圏のみを扱い、それを単に圏と呼ぶ場合もある。

## 例
以下は圏の例である。Borceux (1994, Examples 1.2.5, Examples 1.2.6)参照。
- EtaleK - 体 K 上のエタール代数を対象とし、K-代数としての準同型を射とする。
- コボルディズムは圏と見なせる。

| 分類                         | 圏と記号                | 対象の類                                                  | 射の類                                                    | 合成               | 大きさ       | 備考 |
| ---------------------------- | ----------------------- | --------------------------------------------------------- | --------------------------------------------------------- | ------------------ | ------------ | --- |
| 具体圏                       | 集合の圏 Set            | 全ての集合                                                | 全ての写像                                                | 写像の合成         | 大きい       | |
| 具体圏                       | マグマの圏 Mag          | 全てのマグマ                                              | 全てのマグマ準同型                                        | 写像の合成         | 大きい       | |
| 具体圏                       | 半群の圏 SemiGrp        | 全ての半群                                                | 全ての半群準同型                                          | 写像の合成         | 大きい       | |
| 具体圏                       | モノイドの圏 Mon        | 全てのモノイド                                            | 全てのモノイド準同型                                      | 写像の合成         | 大きい       | |
| 具体圏                       | 群の圏 Grp              | 全ての群                                                  | 全ての群準同型                                            | 写像の合成         | 大きい       | |
| 具体圏                       | アーベル群の圏 Ab       | 全てのアーベル群                                          | 全ての群準同型                                            | 写像の合成         | 大きい       | 群の圏の充満部分圏 Z-加群の圏と同じもの                                                                                              |
| 具体圏                       | 擬環の圏 Rng            | 全ての擬環                                                | 全ての擬環準同型                                          | 写像の合成         | 大きい       | |
| 具体圏                       | 環の圏 Ring             | 全ての単位的環                                            | 全ての単位的環準同型                                      | 写像の合成         | 大きい       | |
| 具体圏                       | 加群の圏 R-Mod          | 全てのR-加群                                              | 全てのR-加群準同型                                        | 写像の合成         | 大きい       | R は任意に固定した環 非可換環なら左/右/両側加群の圏を考え得る                                                                        |
| 具体圏                       | ベクトル空間の圏 K-Vect | 全ての K-ベクトル空間                                     | 全ての K-線型写像                                         | 写像の合成         | 大きい       | K は任意に固定した可換体 K-加群の圏と同じもの                                                                                        |
| 具体圏                       | 表現の圏 G-Mod          | 全ての G-アーベル群                                       | 全ての G-同変写像                                         | 写像の合成         | 大きい       | G は固定した群 Z[G]-加群の圏と同じもの                                                                                               |
| 具体圏                       | 線型表現の圏 G-VectK    | 全ての (K-係数) G-線型空間                                | 全ての G-同変線型写像                                     | 写像の合成         | 大きい       | G は固定した群 K[G]-加群の圏と同じもの                                                                                               |
| 具体圏                       | 射影表現の圏 G-ProjK    | 全ての (K-係数) G-射影空間                                | 全ての G-同変射影変換                                     | 写像の合成         | 大きい       | G は固定した群 |
| 具体圏                       | 多元環の圏 K-Alg        | 全ての K-多元環                                           | 全ての K-多元環準同型                                     | 写像の合成         | 大きい       | K は固定した可換環または可換体 結合多元環の圏は分配多元環の圏の充満部分圏 可換多元環の圏は（可換とは限らない）多元環の圏の充満部分圏 |
| 具体圏                       | 位相空間の圏 Top        | 全ての位相空間                                            | 全ての連続写像                                            | 写像の合成         | 大きい       | |
| 具体圏                       | 一様空間の圏 Uni        | 全ての一様空間                                            | 全ての一様連続写像                                        | 写像の合成         | 大きい       | |
| 具体圏                       | 距離空間の圏 Met        | 全ての距離空間                                            | 全ての縮小写像                                            | 写像の合成         | 大きい       | 射は別の種類の写像を考え得る |
| 具体圏                       | 多様体の圏 Manp         | 全ての Cp-級多様体                                        | 全ての Cp-級写像                                          | 写像の合成         | 大きい       | |
| 具体圏                       | ファイバー束の圏 Bdl    | 全てのファイバー束                                        | 全ての束写像                                              | 写像の合成         | 大きい       | |
| 具体圏                       | 前順序集合の圏 Ord      | 全ての前順序集合                                          | 全ての単調写像                                            | 写像の合成         | 大きい       | |
|                              | 関係の圏 Rel            | 全ての集合                                                | 全ての二項関係                                            | 関係の合成         | 大きい       | 具体圏同様に対象を制限して様々な部分圏を考え得る                                                                                     |
| 離散圏                       | 離散圏 C                | 類 C (任意)                                               | 恒等射のみ                                                |                    | 場合による   | |
| 離散圏                       | I 上の離散圏 I          | 集合 I                                                    | 恒等射のみ                                                | 小さい             |              | |
|                              | 前順序集合 (P, ≤)       | 集合 P                                                    | Hom(x, y) ≔ {x → y} (if x ≤ y), Hom(x, y) ≔ ∅ (otherwise) | 推移律             | 小さい       | 反射律は射の単位律に相当 半順序, 全順序集合, 順序数などでも同じ                                                                      |
| 同値関係 R を持つ集合 (X, R) | 集合 X                  | Hom(x, y) ≔ {x → y} (if x R y), Hom(x, y) ≔ ∅ (otherwise) | R は X 上の固定した同値関係                               | 推移律             | 小さい       | |
| 単対象圏                     | モノイド M              | * (任意)                                                  | M                                                         | 与えられた演算     | 小さい       | |
| 単対象圏                     | 群 G                    | * (任意)                                                  | G                                                         | 与えられた演算     | 小さい       | |
| 単対象圏                     | 亜群 G                  | * (任意)                                                  | G                                                         | 与えられた演算     | 小さい       | 任意の射が同型射 |
|                              | 有向グラフ (V, E)       | V                                                         | E（ループがあってもよい）                                 | 路の連接           | 小さい       | 自由圏と同一視できる 箙も参照 |
| 2-圏                         | 小さい圏の圏 Cat        | 全ての小さい圏                                            | すべての函手                                              | 函手の合成         | 大きい       | 自然変換も考えると2-圏の例となる |
|                              | 函手圏 Func(A, B)       | 圏 A, B 間のすべての函手                                  | 函手間のすべての自然変換                                  | 自然変換の垂直合成 | 大きい       | |
| 擬圏                         | 圏の圏 CAT              | 全ての圏                                                  | 全ての函手                                                | 函手の合成         | 非常に大きい | 実際には圏ではない |

## 諸定義
以下では特に断らない限り C を圏、X や Y をその対象、その間の射を ƒ : X → Y とする。Weibel (1994, A.1 Categories)参照。
圏の構成法
- 双対圏 Cop - obj(Cop) = obj(C), HomCop(X, Y) = HomC(Y, X) である圏 Cop
- 部分圏 D - obj(D) ⊂ obj(C) であって、任意の対象 X, Y ∈ D に対して HomD(X, Y) ⊂ HomC(X, Y) となる圏 D
- 充満部分圏 D - 圏 C の部分圏であって、任意の対象 X, Y ∈ D に対して HomD(X, Y) = HomC(X, Y) となる圏 D

対象の種類
- 始対象 I - 任意の対象 Y に対して #HomC(I, Y) = 1 である対象 I
- 終対象 T - 任意の対象 X に対して #HomC(X, T) = 1 である対象 T
- 零対象 0 - 始対象かつ終対象である対象0

射の種類
- 単射 ƒ : X → Y - 任意の対象 Z と射 g, h : Z → X に対して g ≠ h ⇒ ƒg ≠ ƒh である射 ƒ
- 全射 ƒ : X → Y - 任意の対象 Z と射 g, h : Y → Z に対して g ≠ h ⇒ gƒ ≠ hƒ である射 ƒ
- 全単射 ƒ : X → Y - 単射かつ全射である射 ƒ
- 同型射 ƒ : X → Y - gƒ = idX かつ ƒg = idY となる射 g : Y → X がある射 ƒ
- 逆射 ƒ−1 : Y → X - 同型射の定義における射 g

以下では圏 C は零対象0をもつとする。
- 零射 0 : X → Y - 射 X → 0 と 0 → Y の合成
- 核 i : W → X - より正確には、射 f : X → Y の核とは ƒi = 0 であって、ƒu = 0 を満たす任意の射 u : U → X に対して u = i v となる射 v : U → W が一意に存在する射 i
- 余核 p : Y → Z - より正確には、射 f : X → Y の余核とは pƒ = 0 であって、uƒ = 0 を満たす任意の射 u : Y → U に対して u = v p となる射 v : Z → U が一意に存在する射 p

## 関手
2 つの圏 C, D があったとき、
- C の対象 X に対し D の対象 F(X) を与える
- 射 f : X → Y に対し射 F(f) : F(X) → F(Y) を与える

という対応 F で射の合成や恒等射を保つものは（共変 (covariant)）関手 F とよばれる。一方、似たような対応で射の定義域と余定義域とを入れ替え、合成の順番を反対にする対応は C から D への反変関手 (contravariant functor) とよばれる。C から D への反変関手を考えるということは C の双対圏 Cop から D への共変関手を考えるということと同じになる。

## 自然変換
自然変換 (natural transformation) は 2 つの関手間の関係である。関手はしばしば「自然な構成」を記述し、そして自然変換はそのような 2 つの構成の間の「自然な準同型」を記述する。時に 2 つの全く違う構成が「同様の」結果をもたらすことがある。これは、2 つの関手間の自然同型 (natural isomorphism) にて表現される。
2 つの関手 F, G に対し、F から G への自然変換が存在して ηx が C に含まれる全ての対象 x に対して同型射となるとき、この自然変換は自然同型 (naturally isomorphic) であるという。

## 圏の種類
- 前加法圏 / 加法圏 / アーベル圏
- 完備圏
- モノイド閉圏 / デカルト閉圏
- トポス

## 高次圏
圏が与えられているとき、そこからより複雑な高次圏を考えることができる。簡潔には、2 つの対象の間の射を「一方の対象からもう一方への対応関係」とみなすならば、これを高次圏において「高次の対応関係」を考慮することで、より有益な一般化が可能となる。
例えば、「二次元の圏」である双圏（bicategory) もしくは 2-圏 (2-category) は「射の間の射」、つまり、ある射を別の射に変換する対応関係によって得られる圏である。これらの「2-射」(2-cell) は水平・垂直に「合成」することができ、かかる 2 つの合成則においては 2 次元の「交換則」(exchange law) が成り立つ。この最も標準的な例は Cat、つまり全ての（小さな）圏から成る 2-圏であり、この例において、射には関手が、2-射には、関手の自然変換が当てはまる。もう 1 つの基本的な例としては、対象 1 つから成る 2-圏である—これは(狭義)モノイド圏である。
この手法を任意の自然数 n で拡張し、n-圏（n-category、n 次圏）を定義することができる。さらに順序数 ω に対する ω-category と呼ばれる高次圏もある。このアイデアに関する堅苦しくない入門文献としてJohn Baez: The Tale of n-categoriesが挙げられる。

## 空間を圏で表す
(O, ≤) が順序集合のとき、これを次のような圏 CO と同一視することができる：obj(CO) = O とし、p, q ∈ O = obj(CO) について p ≤ q のとき、およびそのときに限り p から q への射がただ 1 つ存在する、として CO における射を定める。ここで順序関係の推移律が射の合成に、反射律が恒等射に対応している。特に位相空間 X に対してその開集合系 O(X) を圏と見なすことができる。
G が群のとき、対象 Y ただ 1 つからなり、Hom (Y, Y) ≡ G であるような圏を G と同一視することができる。また、位相空間の基本亜群や「被覆」のホロノミー亜群など、様々な亜群による幾何学的な情報の定式化が得られている。
これらは様々な種類の数学的対象を圏によって言い換えていることになる。層やトポスの概念によってこれらを共通の文脈の中におくことが可能になる。

## 歴史
1945年のサミュエル・アイレンベルグとソーンダース・マックレーンによる、代数的位相幾何学において直感的／組み合わせ的に定義されていたホモロジー・コホモロジーを公理化する研究の中で圏、関手および自然変換が実際に定義された。アイレンベルグとマックレーンの目的は、位相空間の理論と可換群の理論のような異なる数学的体系の間の自然変換を理解することだったが、そのためには関手の概念が必要であり、関手を定義するためには圏の概念が必要だったのである。
その後アレクサンドル・グロタンディークらによるホモロジー・コホモロジー理論を圏論に基づいて定式化する試みの中で、アーベル圏・三角圏など、関手を計算するうえで期待される重要な性質を持つクラスの圏が公理化されていった。一方、ガロア理論の圏論化を通じ、群が作用する集合の圏と通常の位相空間を圏論の枠組みで包括的にとらえるようなトポスの概念が得られた。

## 注